# Marcus Coloma
Marcus Coloma (ur. 18 października 1978 w Middletown w stanie Kalifornia) – amerykański aktor filmowy i telewizyjny, muzyk pochodzenia włoskiego i hawajskiego.

## Wybrana filmografia

### Filmy fabularne
- 2006: Dziedziczki (Material Girls) jako Rick
- 2011: Cziłała z Beverly Hills 2 (Beverly Hills Chihuahua 2) jako Sam Cortez
- 2012: Cziłała z Beverly Hills 3 (Beverly Hills Chihuahua 3: Viva la Fiesta!) jako Sam Cortez
- 2015: Sedno sprawy (The Heart of the Matter, TV) jako Ben

### Seriale TV
- 2000: Rozbieranie (Undressed) jako Charlie
- 2002: Jak dwie krople wody (So Little Time) jako samochodowy złodziej
- 2003: Życie przede wszystkim (Strong Medicine) jako Caesar
- 2003: JAG (serial telewizyjny) jako oficer Matthew Cantrell
- 2003: Raport o zagrożeniach (Threat Matrix) jako Checkout Clerk
- 2005: Miasteczko Point Pleasant (Point Pleasant) jako ks. Tomas
- 2006: South Beach jako Matt Evans
- 2006: Pogoda na miłość (One Tree Hill) jako Marcus Johnson
- 2006: CSI: Kryminalne zagadki Miami jako Luke Baylor
- 2008: Lincoln Heights jako Danny Marinero
- 2009-2010: Za wszelką cenę (Make It or Break It) jako Loe Cruz
- 2010: CSI: Kryminalne zagadki Las Vegas jako Bingo Mathers
- 2012: Emily Owens, M.D. jako oficer Rick Malone
- 2013: Jej Szerokość Afrodyta (Drop Dead Diva) jako Robert Medina
- 2013: Mentalista (The Mentalist) jako Roberto Salas
- 2017: Lucyfer (Lucifer) jako Hector Ruiz

### Gry wideo
- 2007: Call of Duty 4: Modern Warfare - głos
- 2008: Command & Conquer 3: Gniew Kane’a - głos
- 2016: Call of Duty: Modern Warfare Remastered - głos